# 希腊内战
希臘內戰（1946-1949）是希臘王國政府领导的希腊国民军和希臘共產黨领导的希腊民主军之间的战争，持续时间从1946年一直到1949年。希腊内战的起因是自1943年（甚至是1939年）以来的希腊国内政治势力的严重分化，以及二战结束后轴心国军队撤离导致的权力真空。在希腊内战中，希腊国民军得到了英国、美国的支持，而希腊民主军则则得到了南斯拉夫、阿尔巴尼亚共產黨、保加利亚人民共和國的支持。希腊内战最终以希腊国民军的胜利告终。希腊内战导致了希腊国内大约16万人的死亡，超过一百万人受到内战影响而成为难民。
希腊内战是冷战初期的地区战争之一，也是冷战中世界范围内西方盟国与共产主义联盟互相对抗的缩影，同时也是现代代理人战争的先例。希腊内战自开始就受到了英国的干涉，并且从1947年起，美国通过马歇尔计划也对希腊内战加以干涉。而与此同时，社会主义阵营内部对于希腊内战的态度则产生了分歧。苏联最高领导人斯大林依照百分比协定决定不对希腊内战加以干涉，而南斯拉夫领导人铁托则坚决支持干涉以支持希腊共产党。这也为之后的苏南决裂埋下伏笔。

## 内战进程

### 1941-1944，軸心國占领
1941年到1943年義大利、德國及保加利亞占领希腊期间，以及1943年9月至1944年德國進駐義大利佔領區(義大利投降)，希腊国王乔治二世和他的内阁成员流亡海外，并在埃及开罗成立了一个得到同盟国承认的流亡政府。然而这个流亡政府从成立之初就饱受争议。在1935年，希腊军方康迪利斯将军发动政变，推翻共和政府，希臘第二共和國垮台，希腊王国复辟，乔治二世回国，因此乔治二世实际上是在推翻共和的军队干政背景下重登王位的。1936年，扬尼斯·梅塔克萨斯将军再次发动政变，建立军政府独裁政权，并一直统治到1941年纳粹德国及其盟友入侵为止。所以1941年建立的希腊流亡政府中，无论是国王还是其内阁，在希腊国内都充满了争议。
另一方面，德国和義大利在希腊共同扶持了一个傀儡政权叫希臘國，并建立了一支军队。但希臘國基本上被分為義大利和德國佔領区，可謂是傀儡中的傀儡。意大利亦在希臘-阿尔巴尼亞边境建立了一个傀儡政权班都斯親王國。但是由于这兩个政权的民意支持率过低，随后在德国、義大利和保加利亞对当地实施佔領和经济剥削导致严重的经济危机和物资短缺之后，这个傀儡政权就彻底失去了民意。同时，希腊大量的地方反軸心國的寻求民族解放的地下武装力量蜂拥而起，其中最大的就是希臘共產黨建立的“希腊人民解放军”。希腊共产党通过建立反法西斯联合阵线“民族解放阵线”，使得希腊人民解放军成为了最主要的反軸心國的武装力量。另外，还有两只小规模抵抗力量也在二战后期出现了，分别是由自由主义者和共和主义者组成的“希腊全国民主同盟”，以及由反共主义者组成的“民主与社会解放”。由于希腊全国民主同盟相信盟军会通过希腊解放南欧，并想在德军撤离后统治希腊，因此希腊人民解放军谴责全国民主同盟通敌卖国。因此这三派在反抗德、義占领军的同时也互相开战，希腊国内一时间变成了四派相争的混乱局面。1943年9月義大利投降，希臘全境都被德國控制，令抵抗力量更活躍。1944年，在英国的调停下，反纳粹的力量之间达成和解，签订《布拉卡协议》并宣布停火。
至1944年3月，控制了全国大部分领土的人民解放军成立了自己的临时政府，和雅典傀儡政府、开罗流亡政府形成了三足鼎立之势。到1944年后期，随着苏联红军的不断反攻，德國國防軍在欧洲東線戰場节节败退，其盟友羅馬尼亞及保加利亞亦相繼被蘇聯軍隊佔領，現時蘇軍可以和南斯拉夫共產黨游擊隊接觸孤立駐希臘的德軍，因此德军从希腊撤退已成定局。
此时，希腊流亡政府已经转移到了盟軍佔領下的意大利境内，为解放希腊作准备。根据1944年8月达成的《卡塞塔协议》，希腊所有的抵抗力量派别都由英国的罗纳德·斯科维将军统一指挥。1944年10月，鑒於蘇聯即將攻入南斯拉夫地區和逼近匈牙利，德國軍隊全部撤出希臘經仍勉強控制著的南斯拉夫回防本土，英国军队亦正式进入希腊，并进驻雅典，流亡政府紧随其后，并且宣布通过全民公决来确定未来的希腊是否保留君主政体。
以1944年末的局势来看，希腊共产党控制的人民解放军如果想要控制全国的话简直是轻而易举。然而他们没有这么做，这是因为希腊共产党已经接到了苏联方面的指示，要他们别轻举妄动，否则会破坏同盟国的团结。而在这背后则是斯大林和丘吉尔的“百分比协定”，即英国和苏联在战后欧洲的势力划分（这份协定中，希腊被划归在英国的势力范围之内）。希腊共产党对此心知肚明，而人民解放军的基层士兵却并不知晓，这也是日后希腊共产党和人民解放军之间矛盾的根源。另一方面，南斯拉夫的铁托也在筹划着希腊和南斯拉夫的未来。尽管此时南斯拉夫仍效忠苏联，然而铁托已经在背地里依靠自己的武装积蓄着力量，以求南斯拉夫日后脱离苏联的影响而成为巴尔干地区的主导国家。

### 1944-1946，间隙加深
1944年12月，英国要求希腊人民解放军放下武装，自行解散。随后大量人民解放军的成员在雅典市中心的宪法广场举行了示威游行。在示威过程中，警察向游行群众开枪，成为了在英军的支持下的希腊战后政府与人民解放军之间的战争。当英军与人民解放军爆发冲突的时候，第二次世界大战尚未结束。因而，希腊内战给丘吉尔的联合政府带来了严重的政治危机，同时也遭来了英国民众、美国舆论和英国国会下院的抗议。为了表示自己维护和平的诚意，丘吉尔于12月亲自抵达雅典，召集冲突双方商讨停火协议，苏联代表也应邀出席会议。然而英国方面认为人民解放军的要求太过分而拒绝了其要求，因此丘吉尔试图调停希腊内战的努力失败了。
1945年，鉴于希腊政府作出实行国家民主化的承诺，人民解放军和希腊政府达成《瓦尔基扎协定》，按照协定人民解放军撤出雅典后交出武器并宣告解散。但是虽然在名义上解散，但是人民解放军实际上仍保持着一部分力量，并且随着左右两派不断加深的互相敌视而武装摩擦不断。总体来说，希腊共产党在1945年的行动是失败的，其追杀“卖国贼”的扩大化连累了无辜的人，并且在其撤出雅典之前以各种政治理由总共处决了8000人，因而到处树敌。在其撤出雅典时又带走了20000名人质。因而在1945年之后，希腊共产党和人民解放军的民意支持率大幅度下降。
希腊政府于1946年如期举行大选，希腊共产党抵制了这次大选，这也导致了持君主立宪主义的联合爱国党获胜。在9月的全民公决中，保皇派以微弱的多数获胜，当月国王乔治二世返回雅典。与此同时，随着苏联与西方盟国关系的恶化、冷战的开始和全球共产主义武装力量的活跃，希腊共产党很快就改变了自己的政治立场，于是重新拿起武器，和希腊政府争夺政权，希腊内战正式开始。
尽管苏联此时仍然不支持希腊共产党通过武力夺取政权，然而南斯拉夫和阿尔巴尼亚却对希腊共产党表现出了很强烈的支持。南斯拉夫和阿尔巴尼亚的共产党政权都是依靠自身的力量建立的，因而并不是苏联共产党的傀儡。苏联因自己的全球战略而选择不干涉希腊内战之后，南斯拉夫和阿尔巴尼亚因对于巴尔干半岛未来局势的考量决定介入希腊内战。

### 1946-1949，内战

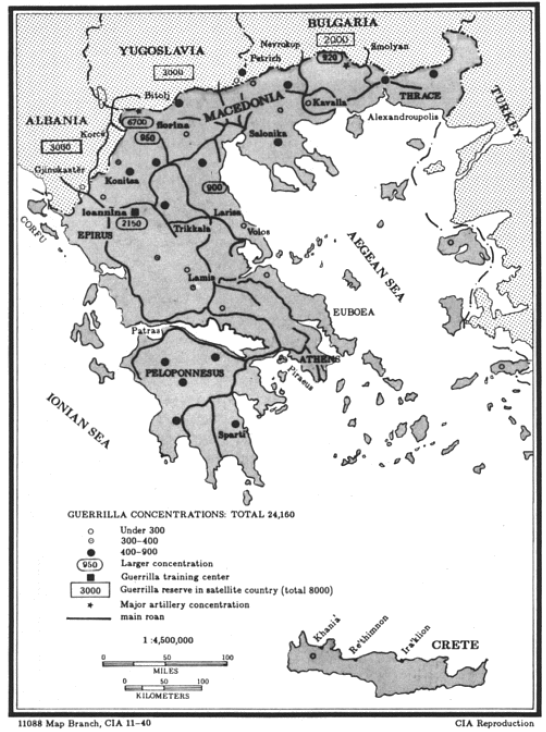
1948年时希腊民主军在各地的兵力部署图

希腊内战初期，希腊民主军在希腊共产党的领导下处于优势，不但控制希腊大部分领土，也打败了多股政府军势力。在希腊民主军打击下，陷于困境的希腊政府于1946年底两次向英国政府求援，要求把希腊陆军扩充到12.8万人。但战后英国经济处于崩溃边缘，无力承担。1947年3月，英国军队撤出希腊。然而在同年，美国转向“杜鲁门主义”，取代英国直接参与希腊内战，并提供了军事上的大量援助。由于美国的介入以及苏联的不干涉政策，希腊国民军日益壮大，而与之相对的则是希腊民主军力量的日渐分散：1948年，苏南决裂，南斯拉夫和苏联的关系急转直下，在这种情况下希腊共产党内部就应该跟随斯大林的苏联还是铁托的南斯拉夫产生了巨大的分歧，最终希腊共产党内部支持苏联的派系占据了上风，随后开始了在其内部政治和军事系统中对于亲南斯拉夫派系的“大清洗”。这不仅造成了希腊共产党和希腊民主军内部派系林立、军纪涣散、士气低落，也失去了大量希腊人民的支持和同情，同时还丧失南斯拉夫这个其最重要的国际援助来源。最终于1949年，铁托下令关闭了曾经南斯拉夫对希腊民主军开放的边界关隘，并同时把南斯拉夫境内的希腊民主军官兵全部驱逐出境。虽然之后希腊民主军还可以在阿尔巴尼亚境内活动，但是阿尔巴尼亚的条件实在是太差了。
在美国，希腊内战中政府军的胜利被看成反苏冷战的一次胜利。但具有讽刺意味的是，苏联从未积极地帮助过希腊共产党夺取希腊政权，甚至在至关重要的1944年末，当希腊共产党控制了全国大部分领土时，苏联还为了自己更大的利益诉求希腊共产党就此收手。真正长期支持并援助希腊共产党的是南斯拉夫，因此一旦希腊共产党和南斯拉夫之间出现裂缝，就标志着希腊共产党夺权的努力前功尽弃。
与此同时，希腊民主军在战略上也出现了严重失误，希腊共产党在此时主张放弃游击战争，实施阵地战和攻坚战，并把斗争重点转移到组织和发动城市武装起义上。于此同时，希腊国民军则实行了新的作战方针，通过诸如切断通信联络、建立无人区、断绝粮食供应来源等措施，逐步扩大政府军的控制范围。在这种形势下，希腊民主军没有调整战略，而是继续坚持既定方针，集中大批部队，与希腊国民军展开了正面的战斗，强行进攻科尼察，结果遭到失败。
自1948年初至1949年初，希腊国民军经过不断进攻，采用分割希腊民主军占领的区域后逐一歼灭的战略后，逐渐将取得了优势，并获取了对希腊大部分国土的控制。在1949年1月，希腊共产党认为希腊国内战争已到了转折关头，决定继续坚持正规战。从1949年1月至6月，民主军同的国民军在伯罗奔尼撒、鲁米利亚、色萨利和中马其顿等地进行的消耗战中，接二连三失利。1949年8月，希腊国民军发动了代号为“火炬行动”的攻势，此战之后，绝大部分的希腊民主军士兵均已投降或逃至阿尔巴尼亚境内，民主军失去了全部的希腊领土。随后阿尔巴尼亚政府告诉希腊共产党，他们不能再利用阿尔巴尼亚领土展开军事行动，1949年10月，希腊共产党最终在阿尔巴尼亚通过电台发表《告人民书》，承认内战失败，并宣布停火。

## 希腊内战的影响
希腊内战将希腊变成了一片废墟，加剧了希腊经济的困境。希腊1949年的经济状况总体比1945年二战结束时更为恶劣。内战结束后，虽然左右两派之间的战争已经停止，然而社会政治的撕裂却依然存在。数以千计的希腊人在监狱中度过了自己的余生，许多人遭到流放，更多的人则选择移居澳大利亚或其它国家。希腊政局也因此常常陷入动荡，长期不到稳定。直至1960年代，因内战而引起的政治对立始终是希腊政局动荡的主要原因。极右翼组织在希腊政坛举足轻重，比如了1963年针对左翼政治家格里高利奥斯·兰姆布拉奇斯的暗杀和1967年的军事政变都。政变领导人乔治斯·帕帕佐普洛斯曾在二战时期与纳粹合作，并且是极端军事组织“希腊军官神圣同盟”的成员。希腊共产党直到1974年军政府倒台后才重新恢复合法地位，希腊政坛也直到1981年左翼政党“泛希腊社会主义运动”上台才恢复正常。
1967年，由于恐惧左派力量的死灰复燃，希腊军队将领发动政变，成立了右派掌权的军政府，而希腊也进入了军政府时代（1967-1974）。希腊社会的这种左右尖锐对抗的状况最终在1970年代才日趋改善。1974年，执政7年的希腊军政府垮台，同年举行民主选举，希腊第三共和国成立，希腊就此走上了共和道路。希腊内战的另一个影响是让希腊走上了与东南欧其它社会主义国家不同的发展道路，成为了唯一一个未经历共产主义时代并接受马歇尔计划的东南欧国家，并且也成为了冷战时期美国在巴尔干半岛上对抗苏联势力的重要支点。

## 延伸阅读
- A. Mando Dalianis-Karambatzakis, Children in Turmoil during the Greek civil war 1946-49: today's adults : a longitudinal study on children confined with their mothers in prison, PhD-thesis, Karolinska Institute, Stockholm, 1994, ISBN 91-628-1281-5.
- Lars Bærentzen, John O. Iatrides, Ole Langwitz Smith, Studies in the history of the Greek Civil War, 1945–1949, 1987
- W. Byford-Jones, The Greek Trilogy: Resistance-Liberation-Revolution, London, 1945
- Philip Carabott, Thanasis D. Sfikas, The Greek Civil War, 2004
- Richard Clogg, Greece, 1940–1949: Occupation, Resistance, Civil War: a Documentary History, New York, 2003 (ISBN 0-333-52369-5)
- D. Close (ed.), The Greek civil war 1943–1950: Studies of Polarization, Routledge, 1993 (ISBN 0-415-02112-X)
- André Gerolymatos, Red Acropolis, Black Terror: The Greek Civil War and the Origins of Soviet-American Rivalry, 1943-1949 (2004).
- Christina J. M. Goulter, "The Greek Civil War: A National Army’s Counter-insurgency Triumph," Journal of Military History (July 2014) 78:3 pp: 1017-55.
- John Hondros, Occupation and resistance: the Greek agony, 1941-44 (Pella Publishing Company, 1983)
- Iatrides, John O. "Revolution or self-defense? Communist goals, strategy, and tactics in the Greek civil war." Journal of Cold War Studies (2005) 7#3 pp: 3-33.
- S.N. Kalyvas, The Logic of Violence in Civil War, Cambridge, 2006
- Georgios Karras, The Revolution that Failed. The story of the Greek Communist Party in the period 1941–49 M.A. Thesis, 1985 Dept. of Political Studies University of Manitoba Canada.
- D. G. Kousoulas, Revolution and Defeat: The Story of the Greek Communist Party, London, 1965
- M. Mazower (ed.) After the War was Over. Reconstructing the Family, Nation and State in Greece, 1943–1960 Princeton University Press, 2000 (ISBN 0-691-05842-3)
- E. C. W. Myers, Greek Entanglement, London, 1955
- Amikam Nachmani, International intervention in the Greek Civil War, 1990 (ISBN 0-275-93367-9)
- Marion Sarafis (editor), Greece – from resistance to civil war, Bertrand Russell House Leicester 1908 (ISBN 0-85124-290-1)
- Marion Sarafis &Martin Eve (editors), Background to contemporary Greece, vols 1 &2, Merlin Press London 1990 (ISBN 0-85036-393-4 and −394-2)
- Stefanos Sarafis, ELAS: Greek Resistance Army, Merlin Press London 1980 (Greek original 1946 & 1964)
- Geoffrey Chandler, The divided land: an Anglo-Greek tragedy, Michael Russell Norwich 1994 (ISBN 0-85955-215-2)
- Winston S. Churchill, The Second World War
- Nigel Clive, A Greek Experience: 1943-1948 (Michael Russell, 1985.)
- Goulter-Zervoudakis, Christina. "The politicization of intelligence: The British experience in Greece, 1941–1944." Intelligence and National Security (1998) 13#1 pp: 165-194.
- Iatrides, John O., and Nicholas X. Rizopoulos. "The International Dimension of the Greek Civil War." World Policy Journal (2000): 87-103. in JSTOR （页面存档备份，存于）
- E.C.F. Myers, Greek entanglement (Sutton Publishing, Limited, 1985)
- Heinz Richter, British Intervention in Greece. From Varkiza to Civil War, London, 1985 (ISBN 0-85036-301-2)
- Lalaki, Despina. "On the Social Construction of Hellenism Cold War Narratives of Modernity, Development and Democracy for Greece." Journal of Historical Sociology (2012) 25#4 pp: 552-577.
- Marantzidis, Nikos, and Giorgos Antoniou. "The axis occupation and civil war: Changing trends in Greek historiography, 1941–2002." Journal of Peace Research (2004) 41#2 pp: 223-231.
- Nachmani, Amikam. "Civil War and Foreign Intervention in Greece: 1946-49." Journal of Contemporary History (1990): 489-522. in JSTOR （页面存档备份，存于）
- Stergiou, Andreas. "Greece during the cold war." Southeast European and Black Sea Studies (2008) 8#1 pp: 67-73.
- Van Boeschoten, Riki. "The trauma of war rape: A comparative view on the Bosnian conflict and the Greek civil war." History and Anthropology (2003) 14#1 pp: 41-44.
- Kevin Andrews, The flight of Ikaros, a journey into Greece, Weidenfeld & Nicholson London 1959 & 1969
- R. Capell, Simiomata: A Greek Note Book 1944–45, London, 1946
- Nigel Clive, A Greek experience 1943–1948, ed. Michael Russell, Wilton Wilts.: Russell, 1985 (ISBN 0-85955-119-9)
- N.G.L. Hammond Venture into Greece: With the Guerillas, 1943–44, London, 1983 (Like Woodhouse, he was a member of the British Military Mission)
- Cordell Hull, The Memoirs of Cordell Hull, New York 1948
- Kenneth Matthews, Memories of a mountain war – Greece 1944–1949, Longmans London 1972 (ISBN 0-582-10380-0)
- Elias Petropoulos, Corpses, corpses, corpses (ISBN 960-211-081-3)
- C. M. Woodhouse, Apple of Discord: A Survey of Recent Greek Politics in their International Setting, London, 1948 (Woodhouse was a member of the British Military Mission to Greece during the war)
- C. M. Woodhouse, The Struggle for Greece, 1941–1949
- Ευάγγελος Αβέρωφ, Φωτιά και τσεκούρι. Written by ex-New Democracy leader Evangelos Averoff — initially in French. (ISBN 960-05-0208-0)
- Γενικόν Επιτελείον Στρατού, Διεύθυνσις Ηθικής Αγωγής, Η Μάχη του Έθνους, Ελεύθερη Σκέψις, Athens, 1985. Reprinted edition of the original, published in 1952 by the Hellenic Army General Staff.
- Γιώργος Δ. Γκαγκούλιας, H αθέατη πλευρά του εμφυλίου. Written by an ex-ELAS fighter. (ISBN 960-426-187-8)
- "Γράμμος Στα βήματα του Δημοκρατικού Στρατού Ελλάδας Ιστορικός – Ταξιδιωτικός οδηγός", "Σύγχρονη Εποχή" 2009 (ISBN 978-960-451-080-1)
- "Δοκίμιο Ιστορίας του ΚΚΕ", τόμος Ι. History of the Communist Party of Greece, issued by its Central Committee in 1999.
- Φίλιππος Ηλιού, Ο Ελληνικός Εμφύλιος Πόλεμος – η εμπλοκή του ΚΚΕ, (The Greek civil war – the involvement of the KKE, Themelion Athens 2004 ISBN 960-310-305-5)
- Δημήτριος Γ. Καλδής, Αναμνήσεις από τον Β’ Παγκοσμιο Πολεμο, (Memories of the Second World War, private publication Athina 2007)
- Αλέξανδος Ζαούσης, Οι δύο όχθες, Athens, 1992
- Αλέξανδος Ζαούσης, Η τραγική αναμέτρηση Athens, 1992
- Α. Καμαρινού, "Ο Εμφύλιος Πόλεμος στην Πελοπόνησσο", Brigadier General of DSE's III Division, 2002
- "ΚΚΕ, Επίσημα Κείμενα", τόμοι 6,7,8,9.The full collection of KKE's official documents of this era.
- Μιχάλης Λυμπεράτος, Στα πρόθυρα του Εμφυλίου πολέμου: Από τα Δεκεμβριανά στις εκλογές του 1946–1949, "Βιβλιόραμα", Athens, 2006
- Νίκος Μαραντζίδης, Γιασασίν Μιλλέτ (ISBN 960-524-131-5)
- Γιώργος Μαργαρίτης, Ιστορία του Ελληνικού εμφύλιου πολέμου 1946–1949, "Βιβλιόραμα", Athens, 2001
- Σπύρος Μαρκεζίνης, Σύγχρονη πολιτική ιστορία της Ελλάδος, Athens, 1994
- Γεώργιος Μόδης, Αναμνήσεις, Thessaloniki, 2004 (ISBN 960-8396-05-0)
- Γιώργου Μπαρτζώκα, "Δημοκρατικός Στρατός Ελλάδας", Secretary of the Communist organization of Athens of KKE in 1945, 1986.
- Μαντώ Νταλιάνη - Καραμπατζάκη, Παιδιά στη δίνη του ελληνικού εμφυλίου πολέμου 1946-1949, σημερινοί ενήλικες, Μουσείο Μπενάκη, 2009, ISBN 978-960-93-1710-8
- Περιοδικό "Δημοκρατικός Στράτος", Magazine first issued in 1948 and re-published as an album collection in 2007.
- Αθανάσιος Ρουσόπουλος, Διακήρυξης του επί κατοχής πρόεδρου της Εθνικής Αλληλεγγύης (Declaration during the Occupation by the chairman of National Solidarity Athanasios Roussopoulos, Athens, published Athens 11 July 1947)
- Στέφανου Σαράφη, "Ο ΕΛΑΣ",written by the military leader of ELAS, General Sarafi in 1954.
- Δημ. Σέρβου, "Που λες... στον Πειραιά", written by one of DSE fighters.
- Anon, Egina: Livre de sang, un requisitoire accablant des combattants de la résistance condamnés à mort, with translations by Paul Eluard, Editions "Grèce Libre" ca 1949
- Comité d'Aide à la Grèce Démocratique, Macronissos: le martyre du peuple grec, (translations by Calliope G. Caldis) Geneva 1950
- Dominique Eude, Les Kapetanios (in French, Greek and English), Artheme Fayard, 1970
- Hagen Fleischer, Im Kreuzschatten der Maechte Griechenland 1941–1944 Okkupation – Resistance – Kollaboration (2 vols., New York: Peter Lang, 1986), 819pp